# Marigny-en-Orxois
Marigny-en-Orxois település Franciaországban, Aisne megyében. Lakosainak száma 527 fő (2022. január 1.). Marigny-en-Orxois Bézu-le-Guéry, Bussiares, Coupru, Gandelu, Lucy-le-Bocage, Montreuil-aux-Lions, Veuilly-la-Poterie és Dhuisy községekkel határos.

## Népesség
A település népességének változása:
| Lakosok száma | 330  | 275  | 337  | 459  | 473  | 478  | 485  | 513  | 527  | 527  |
|               | 1968 | 1982 | 1990 | 2006 | 2013 | 2015 | 2017 | 2019 | 2020 | 2022 |